# 위령비

더 세노타프

위령비(慰靈碑) 또는 세노타프(cenotaph)는 사고, 전쟁, 재해 등으로 사망한 사람이나 동물의 영을 위로하기 위해 건립된 비석이다.